# Dąbrówka (Stryszów)
Dąbrówka [dɔmˈbrufka] ist eine Ortschaft mit einem Schulzenamt der Gemeinde Stryszów im Powiat Wadowicki der Woiwodschaft Kleinpolen in Polen.

## Geographie
Der Ort liegt an der Mündung des Bachs Stryszówka ins Skawa. Die Nachbarorte sind Łękawica im Norden, Stryszów im Osten, Zembrzyce und Marcówka im Süden, Skawce im Westen. Im nördlichen Teil von Dobrówka liegt das ehemalige unabhängige Dorf Ostałowa.

## Geschichte
Das älteste Siedlungszentrum in Dąbrówka ist der Hügel Grodzisko, wo Spuren von der Mittelsteinzeit (etwa 8000 v. Chr.) durch Hallstattzeit (650 bis 400 v. Chr., siehe Lausitzer Kultur) bis zur frühen Mittelalter (10. bis 12. Jahrhunderte) gefunden wurden.
Dąbrówka sowie Ostałowa wurden wahrscheinlich von Żegota z Benkowicz nach dem Jahr 1333 gegründet. Beide wurden im Jahre 1430 erstmals erwähnt, als sie von Mikołaj alias Wrzeszczek an Piotr von Paszkówka verkauft wurden. Politisch gehörten die Dörfer ursprünglich zum Herzogtum Auschwitz, dies bestand ab 1315 in der Zeit des polnischen Partikularismus. Seit 1327 bestand das Herzogtum die Lehnsherrschaft des Königreichs Böhmen. Seit 1445 gehörten sie zum Herzogtum Zator, dieses wurde im Jahr 1494 an Polen verkauft.
Bei der Ersten Teilung Polens kamen Dąbrówka mit Ostałowa 1772 zum neuen Königreich Galizien und Lodomerien des habsburgischen Kaiserreichs (ab 1804). Im frühen 20. Jahrhundert wurde Ostałowa zwischen Dąbrówka und Zagórze geteilt.
1918, nach dem Ende des Ersten Weltkriegs und dem Zusammenbruch der k.u.k. Monarchie, kam Dąbrówka zu Polen. Unterbrochen wurde dies nur durch die Besetzung Polens durch die Wehrmacht im Zweiten Weltkrieg.
Von 1975 bis 1998 gehörte Dąbrówka zur Woiwodschaft Bielsko-Biała.